# Raab-Katzenstein RK 28
Die Raab-Katzenstein RK 28  entstand als Entwurf für ein Schulflugzeug 1929 bei den Raab-Katzenstein Flugzeugwerken in Kassel.

## Entwicklung
Die Raab-Katzenstein RK 28 wurde 1929 von Richard Bauer als militärisches Schulflugzeug für die Fortgeschrittenenschulung in den Raab-Katzenstein-Werken konzipiert. Als Antrieb war ein 460 PS starker Neunzylinder-Motor Gnome-Rhône Jupiter vorgesehen. Das Flugzeug wurde 1929 zu einem Stückpreis von 60.000 RM angeboten.
Möglicherweise entstand dieser Entwurf auf Grund des Interesses der schwedischen Luftwaffe an der Raab-Katzenstein RK 26 Tigerschwalbe, die allerdings die Anforderungen für Ausbildungsflugzeuge der Klasse II in Schweden nicht erfüllte, als Weiterentwicklung mit leistungsstärkerem Antrieb. Die Entwicklung kam nach dem Ausscheiden von Richard Bauer im Herbst 1929 zum Erliegen und wurde auf Grund der wirtschaftlichen Situation bei der Rheinischen Luftfahrt-Industrie GmbH in Krefeld 1930 nicht mehr aufgenommen.

## Technische Daten
| Kenngröße | RK 28                                        |
| --------- | -------------------------------------------- |
| Besatzung | 2                                            |
| Antrieb   | ein Gnome-Rhône Jupiter, 460 PS (ca. 340 kW) |